# 玻璃の天
『玻璃の天』（はりのてん）は、北村薫による日本の短編推理小説、および、それを表題作とする短編小説集。第137回直木賞候補作。
1933年（昭和8年）の帝都・東京を舞台に、上流家庭の花村家の長女・英子とその運転手・ベッキーさんが活躍するベッキーさんシリーズの第2作。

## 書籍情報
- 単行本：2007年4月15日、文藝春秋、ISBN 978-4-16-325830-0
- 文庫本：2009年9月10日、文春文庫、ISBN 978-4-16-758605-8

## 登場人物
- 別宮みつ子 - 花村家の運転手。通称・ベッキーさん。博学で剣技や銃の扱いにも長ける。
- 花村英子 - 花村家の長女。女学生（15歳）。何不自由ない生活を送る。

## あらすじ

### 幻の橋
- 『オール讀物』2005年11月号掲載

内堀銀行の娘・百合江からロミオとジュリエット状態の自身の恋愛について相談を受けた英子。百合江の祖父と、百合江の想い人・東一郎の祖父は兄弟だが、かつて死亡広告を出した・出さないの争いから犬猿の仲となり、以来家同士も縁が切れていた。
ベッキーさんの知恵で百合江と東一郎は互いの祖父に事情を話し、両家は仲直りの運びになる。百合江の家で開かれる講演会の場に、東一郎の祖父は和睦のしるしにと1枚の浮世絵を送る。だが、その絵が何者かに盗まれてしまう。
百合江と東一郎は見たことのない不審な人物が盗んでいくのを見たと証言するが、英子は2人の狂言ではないかと疑う。果たしてその理由とは……。

### 想夫恋
- 『オール讀物』2006年7月号掲載

箏（こと）の演奏が上手なことで知られる公家華族の清浦綾乃と、「あしながおじさん」を読んでいたことがきっかけとなり親しくなった英子。
彼女にまだ翻訳されていないウェブスターの『When Patty Went to College』（以下、パッティ）を貸し、自分が見た映画「間諜X27」の話をする。パッティに出てくる、「実在しない人物を作ってしまうという」話から、綾乃は自分なら「松風みね子」という名前にするだろうと話す。その後英子は、綾乃にちょっとした手紙を出すのに「松風みね子」の名前を使った。
年が明け、綾乃の提案で学校の隅に福寿草を植樹する。それから綾乃は老人めいた言葉を残し、姿を消してしまう。綾乃の母から、綾乃が「松風みね子」とやり取りしていた暗号の手紙を見せられた英子は、奇妙な暗号の解読に挑む。

### 玻璃の天
- 『オール讀物』2006年11月号掲載

父親以上の切れ者と評判の、有名財閥の番頭の息子・末黒野貴明が花村家で開かれる晩餐会に出席することになった。過日、兄との食事中に末黒野がぎょろりとした目の男と一緒にいるのを見ていた英子は、その男について尋ねる。ぎょろり
氏は末黒野の昔からの友人で建築家の乾原剛造。英子は、乾原が設計した末黒野の自宅で開かれるパーティーに招かれる。
だが、そのパーティーで講演した、自由思想・民主思想の排撃者である“荒熊”こと段倉荒雄が講演後、吹き抜けの天窓を彩っていた一面のステンドグラスを突き破って転落死する。
人は前にしか進めない――。事件を通じて、ベッキーさんの出自が明らかになる。